# Yellowhead Highway
La Yellowhead Highway es la autopista más importante que cruza del este al oeste de Canadá. Conecta cuatro provincias occidentales: la Columbia Británica, Alberta, Saskatchewan y Manitoba. Aunque forma parte del sistema Trans-Canada Highway, la autopista no debería confundirse con la situada más al sur, originalmente designada Trans-Canada Highway.
La autopista fue oficialmente abierta al público en 1970.